# Норвегія в Першій світовій війні
Норвегія в Першій світовій війні (норв. Norge under første verdenskrig) — політична позиція Норвезького королівства за часи Першої світової війн. Держава залишалася нейтральною під час Першої світової війни в період між 28 липня 1914 року до 11 листопада 1918 року.
Норвегія під час Першої світової війни дотримувалася позиції жорсткого нейтралітету і часто була змушена балансувати між вимогами воюючих держав і своїми власними зобов'язаннями як нейтральної держави. Хоча країна не брала участі у світовій війні, Норвегія все ж зазнала значних втрат у людях та матеріальних збитків через потоплення норвезьких торгових суден. Понад 2000 норвежців загинули в морі під час війни. Протягом усієї війни країною керував прем'єр-міністр Гюннар Кнудсен.

## Історія
28 червня 1914 року було вбито спадкоємця австрійського престолу, але ця подія не викликала особливого занепокоєння в Норвегії. Лише після оголошення Австро-Угорщиною війни Сербії 28 липня почала відчуватися паніка. З 31 липня на фондових біржах почалися великі хвилювання. Великі натовпи зібралися біля Norges Bank у Крістіанії, щоб увійти й обміняти купюри на золото. З магазинів викрадали продукти харчування та інші товари.
Коли мова зайшла про відносини з воюючими державами, було зрозуміло, що Норвегія повинна бути нейтральною, як Швеція та Данія. 29 липня шведський посол у Крістіанії Фредрік Рамель виступив з ініціативою шведсько-норвезької співпраці, що призвело до спільної шведсько-норвезької декларації про нейтралітет 8 серпня 1914 р. Пізніше до співпраці приєдналася Данія, що призвело до зустрічі трьох королів 1914 року в Мальме в грудні 1914 року. Під час війни було організовано кілька зустрічей між королями та міністрами закордонних справ трьох країн.
Норвегія жодним чином не брала участі й не демонструвала своєї прихильності сторонам конфлікту, дотримуючись жорсткого нейтралітету. Але, війна на море, що спалахнула майже з перших днів конфлікту невільно втягнула й норвезьких громадян. У 1914 році 8 норвезьких пароплавів були потоплені на мінах, загинуло 28 людей. Деякі торговельні судна також були зупинені німцями у відкритому морі і потоплені. Після того як Німеччина ввела блокаду проти держав Антанти, кілька суден було потоплено в результаті атак німецьких військових кораблів. У 1915 році було на мінах підірвалося ще 9 пароплавів, 24 пароплави і теплоходи та 25 вітрильних суден загинуло внаслідок бойових дій. У 1916 році було потоплено ще більше, так що до серпня 1916 року було втрачено 135 суден і 144 людини загинуло. Після підписання угоди про рибальство між Норвегією та Великою Британією в серпні 1916 року Німеччина розпочала неприховані репресії проти норвезького торговельного флоту, її підводні човни потопили 11 суден безпосередньо біля узбережжя Північної Норвегії. Ці атаки викликали сильне обурення як у Норвегії, так і в інших нейтральних країнах. Норвегія протестувала проти Німеччини 13 жовтня 1916 року. Восени 1916 р. кількість затоплених кораблів значно зросла.
31 січня 1917 року Німеччина оголосила необмежену підводну війну всьому судноплавству у районі, який, серед іншого, складався з вод між Норвегією, Фарерськими островами та Англією. Навесні 1917 року торговельні судна зазнало величезних втрат, наприклад, у квітні було потоплено 68 норвезьких суден. Тоді британська влада вирішила, що всі перевезення до Норвегії та з Норвегії мають відбуватися конвоями під охороною британських військових кораблів. Таким чином кількість затоплених кораблів різко зменшилася. Але під час Першої світової війни загинуло 1162 норвезьких моряка, а 943 безслідно зникли в морі.